# Actinotaenium regelianum
Actinotaenium regelianum  là một loài Song tinh tảo trong họ Desmidiaceae, thuộc chi Actinotaenium.